# Boris Tishin
Boris Tishin, född 2 januari 1929, död 28 augusti 1980, var en sovjetisk boxare.
Tishin blev olympisk bronsmedaljör i lätt mellanvikt i boxning vid sommarspelen 1952 i Helsingfors.